# Nathan Mayer Rothschild, 1. barun Rothschild
Nathan Mayer Rothschild, 1. barun Rothschild (London, 8. studenog 1840. – London, 31. ožujka 1915.) bio je britanski bankar i političar iz poznate bankarske dinastije Rothschild.

## Životopis

### Rana mladost
Bio je poznat po nadimku "Natty", dijete je Lionela de Rothschilda (1808. – 1879.) i Charlotte von Rothschild (1819. – 1884.), unuk Nathana Mayera Rothschilda (1777. – 1836.) po kome je dobio ime, i praunuk Mayera Amschela Rothschilda (1744. – 1812.), osnivača novčarske dinastije Rothschild.
Školovao se na Trinity Collegeu u Cambridgeu, gdje se upoznao i postao prijatelj s Albertom Eduardom, princem od Walesa i kasnijim kraljem Ujedinjenog kraljevstva, ali napustio je koledž bez diplome.
Oženio se 16. travnja 1867. godine s nećakinjom Emmom Louise von Rothschild (1844. – 1935.), iz Frankfurta, ogranka obitelji Rothschild iz Njemačke. Imali su troje djece:
- Lionel Walter Rothschild (1868. – 1937.)
- Charlotte Rothschild-Behrens (1873. – 1937.)
- Charles Rothschild (1877. – 1923.)

### Barun i prvi židovski član Gornjeg doma Britanskog parlamenta
Njegov stric Anthony Nathan de Rothschild (1810. – 1876.) uspio se domoći titule baruna 1847. godine, stekavši barunski posjed Tring Park. 
Kako Anthony nije imao muških nasljednika, njegova titula pripala je njegovom nećaku Nathan Mayer Rothschildu koji je tako automatizmom postao zastupnik u Britanskom Gornjem Domu (House of Lords) 1885. godine.
Njegov plemićki naslov naslijedio je njegov sin Lionel Walter Rothschild (1868. – 1937.).

## Rad i djelo
Radio je kao partner u obiteljskoj londonskoj podružnici banke NM Rothschild and Sons, i stao na čelo banke poslije smrti svog oca 1879. godine. Tijekom vremena postao je ugledni financijaš, davajući pozajmnice vladama Sjedinjenih Američkih Država, Rusije i Austro-Ugarske. Zahvaljujući njegovim ulaganjima u Sueski kanal, postao je blizak s britanskim političarem i premijerom Benjaminom Disraeliem i poslovima u Egiptu. 
Natty, je isto tako financirao Cecil Rhodesa u njegovim poslovnim poduhvatim s tvrtkama; British South Africa Company i De Beers (dijamanti). Upravljao je Rhodesovim imetkom nakon njegove smrti 1902. godine, i pomogao da se osnuje zaklada Rhodes Scholarship za stipendiranje studenata Oxfordskog Sveučilišta.

## Vanjske poveznice
- Nathaniel Mayer (Natty) de Rothschild (1840. – 1915.) - family.rothschildarchive.org (engl.)